# Звинчук, Михаил Сергеевич
Михаил Сергеевич Звинчук (род. 19 июля 1991, Владивосток) — российский военный блогер, автор публикаций в пророссийском Telegram-канале «Рыбарь», имеющим более 1,3 миллиона подписчиков. До 2019 года работал в пресс-службе Минобороны России. Каждый отчёт Звинчука в среднем читает 600 тысяч человек. Находится под санкциями всех стран Евросоюза за «распространение дезинформации и прокремлёвской пропаганды».

## Биография
Родился 19 июля 1991 года во Владивостоке, там же окончил начальную школу. В возрасте 14 лет поступил в Суворовское училище в Москве. Окончил Военный университет Минобороны РФ по специальности военного переводчика по направлению арабского и английского языков.
Звинчук увлекался литературой в жанре фэнтези, откуда взял название для своего телеграм-канала «Рыбарь». Работал над любительскими переводами книг серии Dungeons & Dragons, а также — над русским переводом книги Роберта Сальваторе «Neverwinter Saga» для издательства «FANтастика».
По собственным словам, после окончания учёбы служил в группе спецназа ГРУ и был командиром разведывательной группы. По информации издания The Bell, во время военной операции России в Сирии в 2015—2017 годах работал в пресс-службе Минобороны РФ и организовывал визиты российских журналистов в Сирию. В 2018 году на основании работы в Минобороны был внесён в украинскую базу «Миротворец» как «соучастник информационно-пропагандистских кампаний и манипуляций Минобороны РФ по оправданию российской агрессии против Украины, массовых убийств мирных жителей Сирии». Сам Звинчук в интервью ЛенТВ заявил, что, помимо него, в базу были включены все сотрудники департамента пресс-службы после утечки списка работников.
В 2019 году уволился из армии.
20 декабря 2022 года распоряжением Владимира Путина Звинчук включён в рабочую группу по проведению мобилизации.

## Телеграм-канал «Рыбарь»
Телеграм-канал «Рыбарь» был создан Звинчуком вместе с московским программистом Денисом Щукиным (после раскрытия сменил фамилию на Вульф). Авторы канала были раскрыты журналистами издания The Bell в июле 2022 года, до этого создатели оставались анонимными.
По информации The Bell, изначально канал являлся независимым, однако в какой-то момент Звинчук стал сотрудничать с изданием РИА ФАН, которое входит в медиахолдинг «Патриот», в свою очередь принадлежащий Евгению Пригожину. В ходе сотрудничества Пригожин выделял финансирование телеграм-каналу, а в 2020—2021 годах на сайте издания публиковалась постоянная рубрика канала. Сотрудничество прекратилось в 2021 или 2022 году.
В интервью телеканалу RTVI в 2022 году Звинчук заявил, что над каналом работают около 40 постоянных сотрудников, а ежемесячный бюджет составляет 4 миллиона рублей. Согласно словам Звинчука, канал финансируется за счёт пожертвований.
19 октября 2024 года власти США объявили награду в $10 млн. за информацию о сотрудниках канала «Рыбарь», отмечая что канал продвигает «пророссийские и антизападные идеологические установки», «управляя пропагандистскими медиа-каналами». Власти опубликовали список из «девяти ключевых сотрудников» проекта, отметив что канал получает деньги за работу на «Ростех».

### Вторжение России в Украину
На канале публиковалась критика действий Министерства обороны России в ходе войны в Украине. В октябре 2022 года телеграм-канал Mash сообщил, что начальник Генштаба Вооруженных сил РФ Валерий Герасимов обратился в Роскомнадзор с просьбой провести проверку канала на предмет «фейков» и «дискредитации» российской армии. При этом, по информации The Bell, за три дня до сообщения о проверке на канале опубликовали три сообщения с рекламой мобилизации.
В начале апреля 2022 года телеграм-канал «Рыбарь» со ссылкой на неуказанные источники опубликовал картинку со статистикой по «иностранным наемникам» в ВСУ, которых по версии авторов было 635 человек из 47 стран. Через два дня после этого поста Следственный комитет сообщил: «В распоряжении следователей имеется список почти из 600 [иностранных] граждан, прибывших на территорию Украины из 47 стран». Поименный список телеграм-канал выложил в конце апреля, 257 человек оттуда оказались в российском розыске — ровно с тем же объёмом данных на каждого (ФИО, дата рождения и страна). При этом в базе розыска были очевидные ошибки при переводе списка на русский.

## Санкции
15 января 2023 года, на фоне вторжения России на Украину, Звинчук был внесён в санкционный список Украины так как он «пропагандирует войну, распространяет дезинформацию и поддерживает режим Путина».
23 июня 2023 года Звинчук включён в санкционный список всех стран Евросоюза за поддержку действий которые подрывают и угрожают территориальной целостности, суверенитету и независимости Украины:

Михаил Звинчук является членом рабочей группы, созданной президентом Путиным в декабре 2022 года для координации мобилизационных усилий России в целях поддержки её агрессивной войны против Украины. Помимо своей роли в рабочей группе, он известен как создатель пророссийского военного Telegram-канала «Рыбарь», который освещает боевые действия России, позиции украинских войск, а также распространяет дезинформацию и прокремлёвскую пропаганду о войне.— «Официальный журнал Европейского союза», Брюссель, 23 июня 2023 года

## Личная жизнь
- Супруга: Валерия Звинчук (Побочая), петербургская художница, креативный директор проекта «Рыбарь»[9].

## Награды
- Орден «За верность долгу» (Республика Крым, 8 июня 2023) — за значительный личный вклад в развитие журналистики Республики Крым, инициативу и самоотверженность, проявленные при исполнении гражданского долга, и в связи с Днём России[17]
- Медаль ордена «За заслуги перед Отечеством» II степени (16 ноября 2023)[18]